# اس‌تی‌اس-۵۶
اس‌تی‌اس-۵۶(به انگلیسی: STS-56) یکی از مأموریت‌های فضاپیمای دیسکاوری برای انجام آزمایشات ویژه بود. این مأموریت از مرکز فضایی کندی، واقع در فلوریدا و در ۸ آوریل ۱۹۹۳ آغاز شد. 
محموله اصلی در این ماموریت، آزمایشگاه جوی برای برنامه‌های کاربردی-۲ (ATLAS-2) بود که برای جمع آوری داده‌های مربوط به رابطه بین خروجی انرژی خورشید و جو میانه زمین و چگونگی تأثیر این عوامل بر لایه ازن طراحی شده  بود. 

## نگارخانه

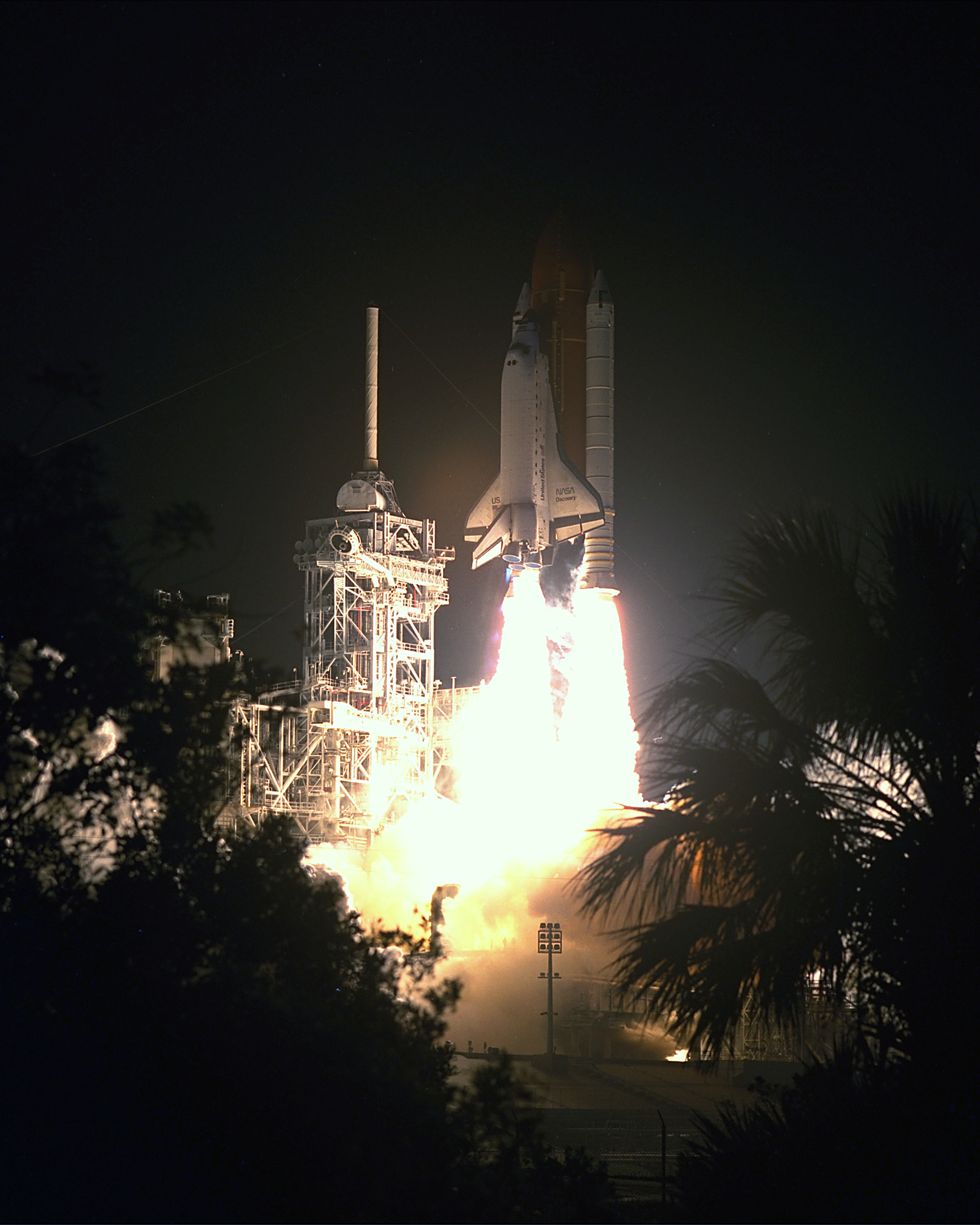
پرتاب اس‌تی‌اس-۵۶
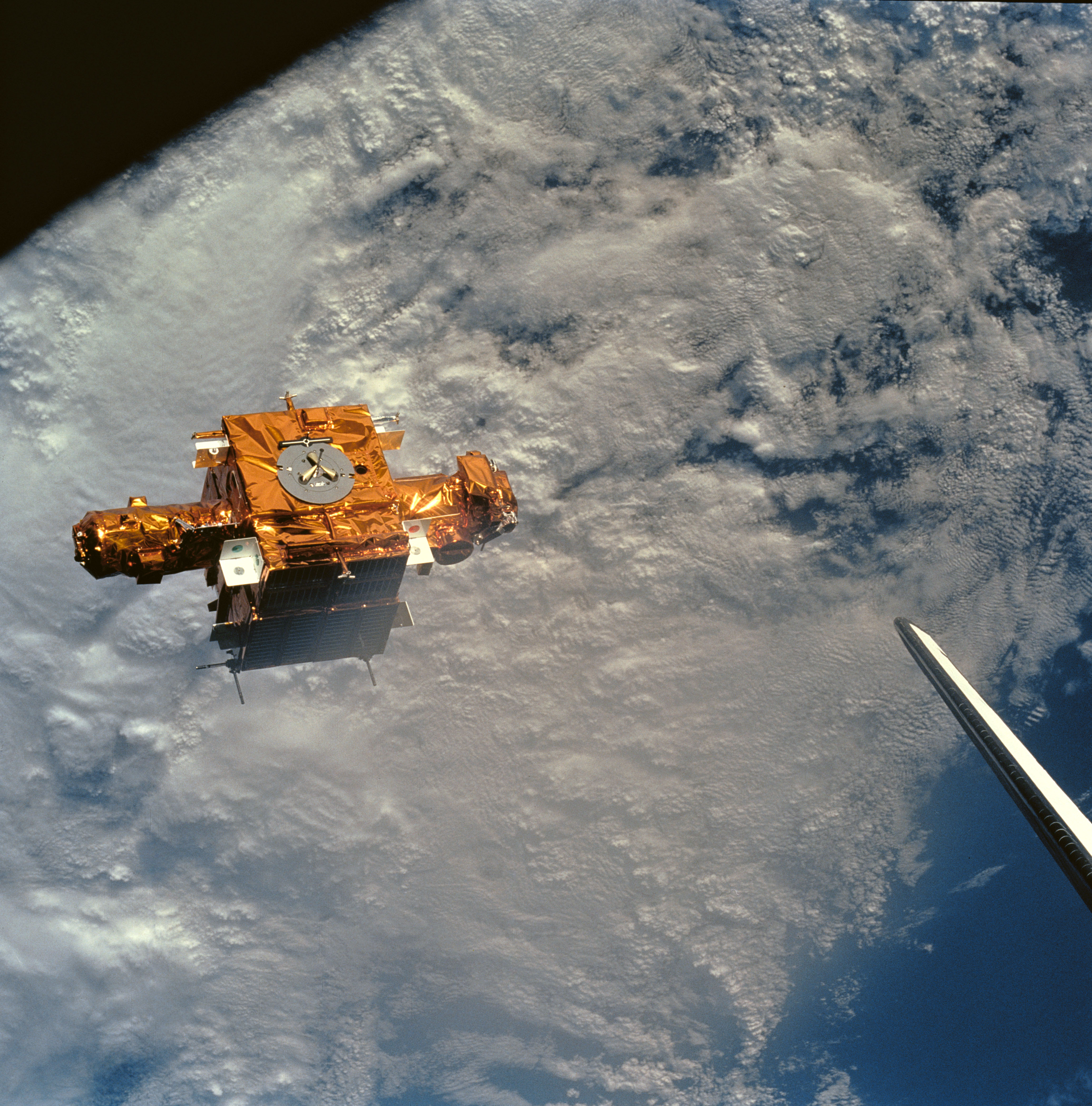
SPARTAN-201